# Pseudotorymus indicus
Pseudotorymus indicus är en stekelart som först beskrevs av Mani 1942.  Pseudotorymus indicus ingår i släktet Pseudotorymus och familjen gallglanssteklar. Inga underarter finns listade i Catalogue of Life.